# 임성훈의 스타 유전자 X파일
《임성훈의 스타 유전자 X파일》은 매주 토요일 오전 9시 40분에 방송되는 교양 건강 정보쇼 프로그램이다.

## 방송 시간
- 매주 토요일 오전 9시 40분 ~ 10시 40분 (1시간)

## MC
- 임성훈, 이광기, 윤지영

## 패널
- 박주홍 서울대학교 의과대학원 의학 박사
- 이은영 해온마취통증의학과의원 대표원장

## 같이 보기
- 건강

## 방송 프로그램
- 생로병사의 비밀 (KBS 1TV)
- 비타민 (KBS 2TV)
- 명의 (EBS 1TV)
- 닥터스 (MBC TV)
- 닥터의 승부 (JTBC)
- 내 몸 사용설명서 (TV조선)
- 나는 몸신이다 (채널A)
- 엄지의 제왕 (MBN)